# 노아 아르가마니 납치
노아 아르가마니 납치에 관한 문서이다.
2023년 10월 7일, 이스라엘 여성 노아 아르가마니(Noa Argamani, 히브리어: נועה ארגמני)는 2023년 하마스의 이스라엘 공격의 일부인 레임 음악제 학살 사건 도중 하마스에 납치되었다. 학살 장면이 공개된 최초의 하마스 영상 중 하나에서는 그녀가 "나를 죽이지 마세요!"라고 소리치며 오토바이에 끌려가는 모습이 담겨 있다. 그녀는 역시 납치된 남자친구 아비나탄 오르(Avinatan Or)를 향해 팔을 뻗었다. 그녀의 납치 영상은 인질 위기의 상징이 되었고, 아르가마니는 "노바 뮤직 페스티벌 인질들의 얼굴"로 묘사되게 되었다.
2024년 3월, 말기 뇌종양을 앓고 있는 중국 태생 아르가마니의 어머니 리오라(Liora)는 딸을 마지막으로 만나 달라고 공개적으로 간청했다. 그녀는 조 바이든 미국 대통령에게 딸의 석방을 보장할 것을 촉구했다. 가족은 2024년 1월에 공개된 하마스 비디오에 등장한 것처럼 아르가마니가 아직 살아 있다는 징후를 보였다.
2024년 6월 8일, 포로 생활 245일 만에 아르가마니와 다른 인질 3명이 이스라엘 방위군, 신베트, 이스라엘 경찰의 합동 작전을 통해 가자에서 구출되었다. 그녀는 이후 가족과 재회했지만 그녀의 어머니는 구조된 지 3주 만에 사망했다.

## 같이 보기
- 샤니 루크 살해